# Смирнова Любов Євгенівна
Любов Євгенівна Смирнова (16 липня 1944, селище Юдино Зеленодольського району Татарської АРСР, тепер у складі міста Казані Татарстану, Російська Федерація) — радянська діячка, новатор виробництва, апаратниця Казанського виробничого об'єднання «Органічний синтез» Татарської АРСР. Член Центральної Ревізійної комісії КПРС у 1986—1990 роках. Депутат Верховної Ради Російської РФСР 10—11-го скликань. Герой Соціалістичної Праці (6.04.1981).

## Життєпис
У 1961—1962 роках — робітниця залізничної станції Юдино Горьковської залізниці Татарської АРСР.
У 1962—1963 роках навчалася в Казанському професійно-технічному училищі № 11, машиніст з обслуговування компресорно-насосних установок хімічних підприємств.
З липня 1963 по жовтень 1989 року — апаратниця 1-ї та 4-ї черг цеху газорозподілу Казанського заводу (потім — виробничого об'єднання) «Органічний синтез». У 1968 році стала апаратницею вищого класу.
Член КПРС з 1974 року.
Указом Президії Верховної Ради СРСР від 6 квітня 1981 року за видатні виробничі досягнення, дострокове виконання завдань десятої п'ятирічки і соціалістичних зобов'язань, виявлену трудову доблесть Смирновій Любові Євгенівні присвоєно звання Героя Соціалістичної Праці з врученням ордена Леніна і золотої медалі «Серп і Молот».
З жовтня 1989 по жовтень 2004 року — голова профкому заводу «Етилен» ВАТ «Казань Оргсинтез».
З 2004 року — пенсіонерка в місті Казані. Член громадської організації «Герої Татарстану» (з листопада 2004 року). Член громадської палати Республіки Татарстан (з січня 2013 року).

## Нагороди і звання
- Герой Соціалістичної Праці (6.04.1981)
- два ордени Леніна (15.02.1974, 6.04.1981)
- орден «Знак Пошани» (3.06.1986)
- медаль «За трудову відзнаку»
- медалі
- Почесний хімік